# Pierre-Raymond Villemiane
Pierre-Raymond Villemiane (Pinuelh, 12 de març de 1951) va ser un ciclista francès, que fou professional entre 1976 i 1983. Durant la seva carrera professional destaquen les tres etapes guanyades al Tour de França.

## Palmarès
- 1975
  - 1r a Clàssica d'Ordizia
- 1976
  - 1r a la Pfäffikon - Feusiberg
- 1977
  - Vencedor d'una etapa al Tour de França
  - Vencedor d'una etapa al Gran Premi del Midi Libre
  - Vencedor d'una etapa al Tour de Còrsega
  - Vencedor d'una etapa al Tour del Llemosí
  - 1r a la Promotion Pernod
- 1978
  - 1r al Tour del Tarn
  - 1r al GP Ouest France-Plouay
- 1979
  - Vencedor d'una etapa al Tour de França
  - Vencedor d'una etapa a l'Etoile des espoirs
- 1980
  -  Campió de França en ruta
  - 1r a la París-Camembert
  - Vencedor d'una etapa al Tour del Tarn
- 1982
  - 1r a la Polymultipliée
  - 1r al Gran Premi de Mònaco
  - Vencedor d'una etapa al Tour de França

### Resultats al Tour de França
- 1977. 15è de la classificació general. Vencedor d'una etapa. 1r de la Classificació dels esprints intermedis
- 1978. 31è de la classificació general
- 1979. 13è de la classificació general. Vencedor d'una etapa
- 1980. 70è de la classificació general
- 1982. 55è de la classificació general. Vencedor d'una etapa

### Resultats al Giro d'Itàlia
- 1980. 38è de la classificació general
- 1983. 58è de la classificació general

### Volta a Espanya
- 1982. 6è de la classificació general